# Zakaria Paliaszwili
Zakaria Paliaszwili (gru. ზაქარია ფალიაშვილი, (ur. 4 sierpnia?/16 sierpnia 1871 w Kutaisi, zm. 6 października 1933 w Tyflisie, obecnie Tbilisi) – gruziński kompozytor operowy, twórca stylu narodowego. Brat dyrygenta Wana Paliaszwiliego. 

## Życiorys
Urodził się w rodzinie Petre Paliaszwilego, organisty i zakrystiana polskiego kościoła katolickiego w Kutaisi. Przejął po nim funkcję organisty w rodzinnym mieście, a następnie pełnił podobną funkcję w Tyflisie, stąd jednym z jego pierwszych utworów była czterogłosowa Msza łacińska. Muzyki uczył się u starszego brata Wano, w konserwatoriach: tyfliskim (w klasie Nikołaja Klonowskiego) i moskiewskim (w klasie Siergieja Taniejewa). 
W 1905 roku był współzałożycielem Gruzińskiego Towarzystwa Filharmonicznego, w ramach którego prowadził orkiestrę symfoniczną. Był też autorem pieśni i romansów oraz okolicznościowych utworów wokalno-instrumentalnych. Jego imię nosi opera w Tbilisi, a motywy z jego oper wykorzystano w 2004 przy opracowaniu hymnu państwowego Gruzji. 

## Opery
- „Abesalom da Eteri” (pol. Abesalom i Eteri, polska premiera pod tytułem “Legenda gruzińska” – Łódź 1972) - 1919
- „Dalsi” (pol. Zmierzch) - 1923
- „Latawra” - 1928